# Harold McNair
Pour les articles homonymes, voir McNair.
Harold McNair, né le 5 novembre 1931 à Kingston (Jamaïque) et mort le 7 mars 1971 à Londres, est un flûtiste et saxophoniste de jazz jamaïcain.

## Biographie
Né à Kingston, McNair fait ses études à l'Alpha Boys School, où il joue déjà avec Joe Harriott et Wilton Gaynair. Il commence sa carrière de musicien aux Bahamas sous le pseudonyme de Little G.
À l'instar de nombreux musiciens caribéens comme Joe Harriott ou Dizzy Reece, McNair part s'installer en Angleterre, après avoir fait une tournée européenne avec Quincy Jones et travaillé à Paris sur des musiques de films. À Londres, il se fait rapidement une réputation d'excellent flûtiste et saxophoniste, ce qui lui vaut de jouer régulièrement au Ronnie Scott's.
Il participe à de nombreux albums de jazz, mais aussi de rock (Ginger Baker's Air Force, CCS, Donovan, John Martyn ), de folk ainsi qu'à des bandes originales de films (Kes, James Bond contre Docteur No...).
En mars 1971, il meurt d'un cancer du poumon à Londres.

## Discographie

### En tant que leader
- Up in the Air with Harold McNair (Bahamian Rhythms, 1964)
- Affectionate Fink (Island Records, 1965)
- Harold McNair (RCA International, 1968)
- The Fence (B & C Records, 1970)
- Flute and Nut (RCA International, 1970)